# Vaglarna
Vaglarna är en sjö i Strömstads kommun i Bohuslän och ingår i Strömsån-Enningdalsälvens kustområde. Sjön är 15 meter djup, har en yta på 0,675 kvadratkilometer och befinner sig 43,7 meter över havet.

## Delavrinningsområde
Vaglarna ingår i det delavrinningsområde (655351-124102) som SMHI kallar för Utloppet av Vaglarna. Medelhöjden är 76 meter över havet och ytan är 5,21 kvadratkilometer. Det finns inga avrinningsområden uppströms utan avrinningsområdet är högsta punkten. Avrinningsområdets utflöde mynnar i havet. Avrinningsområdet består mestadels av skog (87 %). Avrinningsområdet har 0,67 kvadratkilometer vattenytor vilket ger det en sjöprocent på 12,9 %.